# Riudarenes
Riudarenes är en kommun i Spanien.   Den ligger i provinsen Província de Girona och regionen Katalonien, i den östra delen av landet, 600 km öster om huvudstaden Madrid. Antalet invånare är 2 180. Arean är 48 kvadratkilometer. Riudarenes gränsar till Santa Coloma de Farners, Sils, Maçanet de la Selva, Massanes och Sant Feliu de Buixalleu. 
Terrängen i Riudarenes är platt österut, men västerut är den kuperad.